# José Luis Abajo
José Luis Abajo Gómez (ur. 22 czerwca 1978 w Madrycie) – hiszpański szpadzista, brązowy medalista olimpijski, dwukrotny medalista mistrzostw świata.
Na igrzyskach olimpijskich w Pekinie w 2008 roku wywalczył brązowy medal w turnieju indywidualnym, plasując się za Włochem Matteo Tagliariolem i Francuzem Fabrice'em Jeannetem. Był to jego jedyny start olimpijski.
Podczas mistrzostw świata w Turynie w 2006 roku wspólnie z Ignacio Canto, Juanem Castañedą i Eduardo Sepúlvedą wywalczył srebrny medal w zawodach drużynowych. Na rozgrywanych trzy lata później mistrzostwach świata w Antalyi zdobył brązowy medal indywidualnie, gdzie lepsi byli jedynie Rosjanin Anton Awdiejew i Matteo Tagliariol.
Ponadto zdobywał srebrne medale drużynowo podczas mistrzostw Europy w Funchal (2000) i mistrzostw Europy w Strasburgu (2009).